# جان لوران
جان لوران (بالفرنسية: Jean Laurent)‏ هو مصور إسباني وفرنسي، ولد في 23 يوليو 1816 في Garchizy ‏ في فرنسا، وتوفي في 1 نوفمبر 1886 في مدريد في إسبانيا.